# Панетта, Фабио
Фабио Панетта (итал. Fabio Panetta; род. 1 августа 1959, Рим) — итальянский государственный деятель. Президент Банка Италии (с 2023).

## Биография
Родился 1 августа 1959 года в Риме. В 1982 году окончил с отличием Свободный международный университет социальных наук (Рим).
Получил степень магистра в Лондонской школе экономики и политических наук. Получил степень доктора философии по экономике в Лондонской школе бизнеса.
С 1985 года работал в департаменте исследований Банка Италии. В 1999 году стал главой денежного и финансового подразделения департамента исследований.
С 2007 по 2011 год возглавлял департамент денежной политики и экономических перспектив Банка Италии.
В июле 2011 года стал управляющим директором Банка Италии с задачами координации деятельности банка в отношении Евросистемы и обеспечения финансовой стабильности.
С 2010 по 2012 год возглавлял редакционный совет доклада о финансовой стабильности Банка Италии.
С 8 октября 2012 по 9 мая 2919 года являлся заместителем Председателя правления Банка Италии.
С 1 января 2013 года являлся членом совместного директората Агентства страхового надзора Италии.
С 2003 по январь 2019 являлся членом комитета по глобальной финансовой системе Банка международных расчётов.
С 2004 по 2012 год принимал участие в заседаниях Совета управляющих Европейского центрального банка в качестве помощника Антонио Фацио и Марио Драги. С 2012 по сентябрь 2016 года являлся резервным управляющим Совета управляющих Европейского центрального банка.
С 2014 по июль 2019 года являлся членом Наблюдательного совета Единого надзорного механизма Европейского центрального банка.
С 2016 по 2018 год являлся членом правления Банка международных расчётов. Являлся резервным управляющим правления.
С 10 мая 2019 по 31 декабря 2019 года являлся старшим заместителем Председателя Банка Италии.
Президент Агентства страхового надзора Италии (10 мая 2019 — 31 декабря 2019).
Являлся резервным членом G7 и G20.
Представлял Банк Италии в различных международных организациях, в том числе ОЭСР, Группе десяти, Банке международных расчётов, Европейском центральном банке, МВФ.
Являлся председателем международных рабочих групп Группы десяти, Банка международных расчётов и других международных организаций.
Президент Банка Италии (с 1 ноября 2023).
Являлся преподавателем экономики и финансов. Является автором исследований, опубликованных в международных научных журналах, включая «American Economic Review», «Финансовый журнал», «Журнал денег, кредита и банковской деятельности», «Европейское экономическое обозрение», «Журнал банковской деятельности и финансов», «Экономические записки», «Журнал экономистов и основ экономики».
Член Ассоциации экономистов Италии, Американской финансовой ассоциации, Американской экономической ассоциации.
Является членом правления Международного центра исследований денежного рынка и банков (Женева).
Является членом Совета управляющих Института экономики и финансов им. Эйнауди.

## Публикации
- «Банковская система Италии в 1990-е: эффект трансформации» (Il Mulino, 2004)
- «Финансовая система и Юг. Реальные дисбалансы и финансовые разрывы» (совместно с Л. Каннари) (Cacucci, 2006)

## Награды
- Кавалер Большого креста Ордена «За заслуги перед Итальянской Республикой» (2019)
- Международная журналистская премия им. Санта Маргариты Лигуре по экономике как лучший автор в области экономики